# Redemption (Shadows Fall)
Redemption è un singolo discografico del gruppo musicale statunitense Shadows Fall, pubblicato nel 2007 ed estratto dall'album Threads of Life.

## Tracce
1. Redemption (album version) – 4:19
2. Redemption (edit) – 3:35
3. Redemption (instrumental) – 4:17

## In altri media
- La canzone appare nel videogioco Madden NFL 08.

## Formazione
- Brian Fair – voce
- Jon Donais – chitarra
- Matt Bachand – chitarra, cori
- Paul Romanko – basso
- Jason Bittner – batteria